# 林祥瑞
林祥瑞（1959年9月7日—1973年5月12日），1972年臺北市少年棒球隊球員，參加世界少棒大賽立功，次年去世，在母校永樂國小立銅像紀念。

## 生平

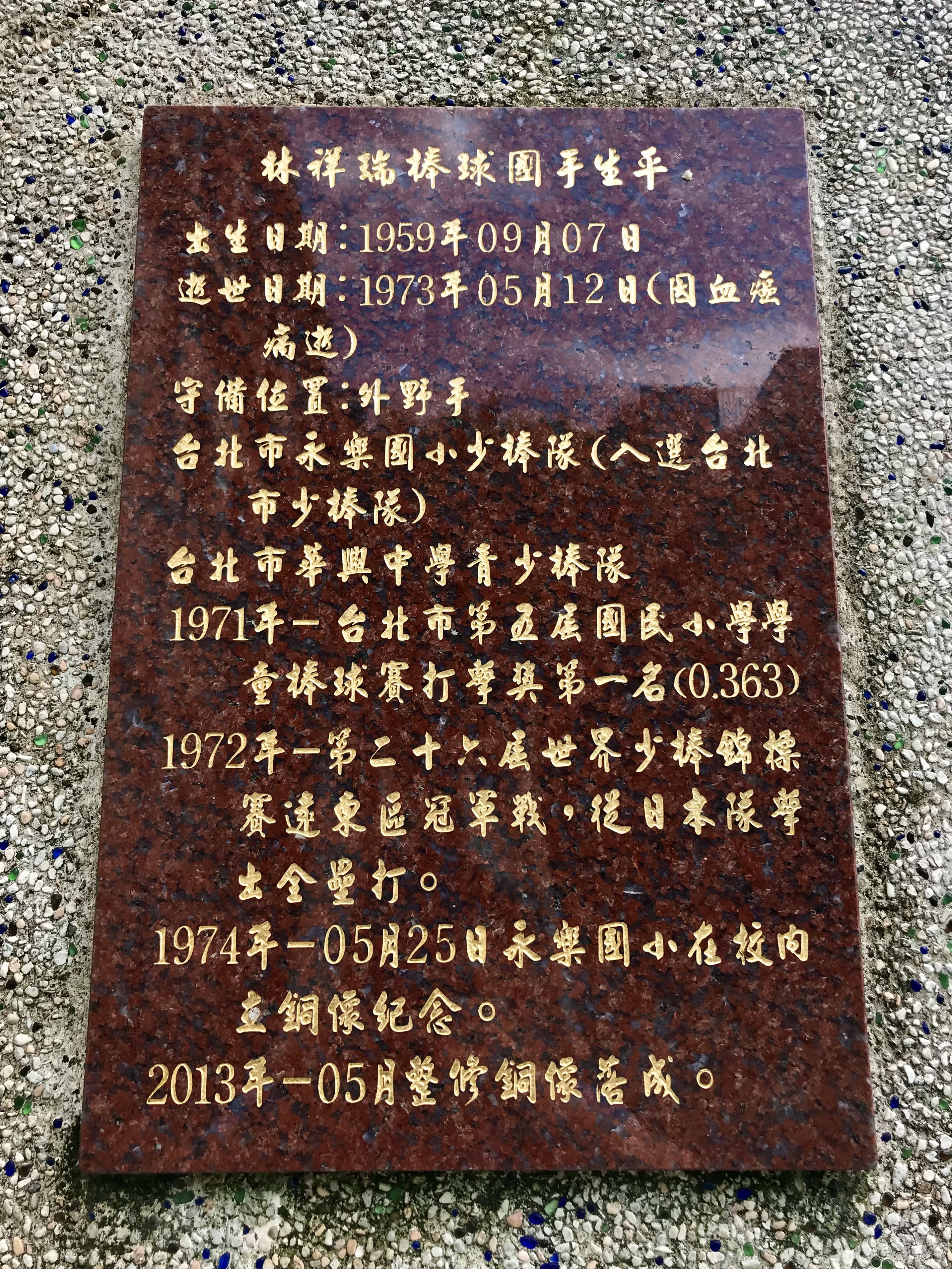
銘記

### 棒球生涯
1959年，林祥瑞生在延平區的一個貧困家庭。父親原以打鐵謀生，後因肺病無法繼續工作。他們全家住在民樂街一間租來的簡陋小屋，連站在屋裡時要低著頭。
林祥瑞就讀永樂國小時，功課一直名列前茅。他在要升上六年級時，一次與同學在玩棒球，被黃勝求發現潛力邀其入隊。黃勝求是1959年參加第三屆亞洲杯棒球錦標賽的成棒隊主力投手之一。起初林祥瑞不被雙親贊成，但他以考試保證得第一名作交換條件，才得到允許。
1971年11月24日，台北市第五屆國民小學學童棒球賽冠軍賽，永樂國小雖獲得亞軍，但隊員林祥瑞因打擊三成六三而獲得打擊獎，勝過同學李聰智的三成三三、東園國小張志雄的二成九四。在球隊經理劉興鎮、教練林信彰的心目中，林祥瑞平時練球總比其他人勤奮，且功課、品德都好，作文比賽得過市長獎，算術比賽拿過全年級冠軍。
1972年，台北區少棒選拔賽，林祥瑞被教練林信彰視為隊中的強棒者，他所參加的臺北市少年棒球隊也脫穎而出。6月18日，全國少棒賽冠軍賽，二局上半，北市隊依靠第六棒林祥瑞的全壘打，以二比零先拔頭籌，以四比一打敗臺南市巨人少棒隊。7月26日，北市隊代表臺灣搭環球航空遠赴關島參加遠東區少棒賽，並由《聯合報》特派記者楊武勳隨隊採訪。至遠東區大賽冠軍賽時，北市隊與日本爭冠軍，雙方打到第三局皆未得分，直到林祥瑞揮出全壘打打破僵局，以四比零擊敗日本贏得遠東區代表。8月26日，世界少棒冠軍賽，林祥瑞率先全壘打，最終北市隊以六比零打敗美北隊。9月6日，臺北松山機場，各贏得1972年世界青少棒、少棒兩項冠軍的美和、北市隊聯袂歸來，遊街接受萬千民眾歡迎，至總統府受蔣中正總統招見。
1972年9月19日，林祥瑞等球員進入陽明山華興中學就讀。林祥瑞在班上學業及操行的成績總優良，得最佳服務獎、最佳禮貌獎。同寢室的張建昌回憶林祥瑞總是靜靜看書，常讀到晚上十一點。

### 因病早逝
次年2月23日，林祥瑞因白血症住進臺北榮民總醫院。3月4日，臺北市少年棒球隊十二名隊員前來看病，其中年紀最小是李柏河。12日，《聯合報》公共服務部將各界善心人士七萬元新台幣轉交他父親林進財。華視則在17日重播去年的世界少棒冠軍戰，以將廣告收入捐給林祥瑞。廣告盈餘共得三萬九千二百元，4月10日捐出。該月中旬，林祥瑞出院，次月7日又因高燒不退回院。
1973年5月12日晚9時半，林祥瑞在榮總去世。次日正是北區少棒賽閉幕，球員集體致哀。北市立殯儀館的靈堂上，他頭上戴著一頂棒球帽，上面有「T、E」二個英文字，意思是他曾參加世界少棒賽。5月20日，下葬於陽明山第一公墓頂端時，台北市少棒隊隊員都脫帽一鞠躬，向他作最後的哀禱。
建國中學教師方景鈞發起募捐，以完成林祥瑞想買屋給家人的遺願。之後，林祥瑞父母及兩位弟妹，從延平區搬到蘆洲定居。

## 身後
永樂國小師生發起募捐建銅像，銅像於1974年5月24日在永樂國小揭幕，由台北市長張豐緒題寫「慟惜良材」四字。該校曾計畫銅像塑在市立棒球場，後來覺得放在學校裡比較好些。回母校義務訓練少棒隊的李聰智，常用此銅像來鼓勵球員。校長李金蟬曾感嘆，林祥瑞如今能站在他學打棒球的地方，一定很高興。
記者張哲郎曾呼籲臺灣需要一個運動紀念館，否則僅少數人會記得為國家效力但英年早逝的張世明、林祥瑞和陳寶貝。至1999年報導時，當初臺北市少年棒球隊十四名小將，僅剩李杜宏仍在球員崗位上奮鬥。

## 外部連結
- 林祥瑞在台灣棒球維基館上的頁面（繁體中文）